# Hermann Wendland
Pour les articles homonymes, voir Wendland.
Hermann Wendland est un horticulteur et un botaniste allemand, né en 1825 à Herrenhausen — devenu aujourd’hui un quartier de Hanovre — et mort en 1903.

## Biographie
Il appartient à la troisième génération d’une famille de jardiniers de la cour des Hanovre. Il apprend le jardinage au jardin botanique de Göttingen et aux jardins botaniques royaux de Kew, à Londres. Il voyage en Amérique centrale en 1856-1857. À la mort de son père, en 1870, il succède à celui-ci à la tête des Jardins royaux.
Hermann Wendland est un spécialiste des palmiers et de leur culture. Il est l’auteur de 130 taxons et a introduit de nombreuses espèces tropicales dans les serres européennes. De très nombreuses espèces de palmiers lui ont été dédiées.
Les collections d’orchidées et de palmiers des jardins baroques de Herrenhausen étaient les plus riches de son époque. La serre abritant les palmiers, haute de plus de 30 mètres, a été détruite lors de bombardements en 1944.

## Hommages
Genre de palmier d'Amérique du Sud
- Wendlandiella Dammer (de) 1905

Espèces
- (Araceae) Acontias wendlandii Schott[1]

- (Araceae) Colocasia wendlandii Engl. ex Hook.f.[2]

- (Araceae) Xanthosoma wendlandii (Schott) Standl.[3]

- (Arecaceae) Chamaedorea wendlandii H.Wendl.[4]

- (Arecaceae) Areca wendlandiana Scheff. ex H.Wendl.[5]

- (Arecaceae) Bactris wendlandiana Burret[6]

- (Arecaceae) Eremospatha wendlandiana Dammer (de) ex Becc.[7]

- (Arecaceae) Exorrhiza (d) wendlandiana Becc.[8]

- (Arecaceae) Hydriastele wendlandiana (Baill.) H.Wendl. & Drude[9]

- (Arecaceae) Hyphaene wendlandii Dammer (de)[10]

- (Arecaceae) Nenga wendlandiana Scheff.[11]

- (Arecaceae) Raphia wendlandii Becc.[12]

- (Arecaceae) Stephanostachys (d) wendlandiana Oerst.[13]

- (Asteraceae) Ageratum wendlandii Hort. ex Vilm.[14]

- (Asteraceae) Alomia (en) wendlandii B.L.Rob.[15]

### Quelques publications
- Gustav Mann, Hermann Wendland. 1864. On the palms of western tropical Africa. Volume 24, Part. 3 de Transactions, Linnean Society of London. Editor Linnean Society, 19 pp.

- Index palmarum, cyclanthearum, pandanearum, cycadearum, quae in hortis europaeis coluntur. Hannover, editor Hahn, 68 pp. 1854 Lecture en ligne

- Die Königlichen Gärten zu Herrenhausen bei Hannover. Hannover, 90 p. 1852. Réédité par éd. Kessinger, LLC, 100 pp. 2010  (ISBN 1161107703)